# Enquête préliminaire (droit français)
En droit français, l'enquête préliminaire est une enquête de police judiciaire.
Elle a été créée initialement par la pratique policière, ceux-ci souhaitant enquêter hors les cas de flagrance. On peut aussi estimer qu'elle s'est créée d'elle-même du fait de l'explosion des faits constatés dans les années d'après-guerre, les cadres de flagrant délit et de commission rogatoire ne pouvant plus supporter la croissance des infractions et donc des enquêtes de police. L'ancienne appellation de l'enquête préliminaire était « l'enquête officieuse ».
Son régime, défini dans le code de procédure pénale est moins coercitif que celui de l'enquête de flagrance même s'il tend aujourd'hui à s'en rapprocher, par le biais d'exceptions. Pendant longtemps, elle n'a pas fait l'objet de réglementation. En 1958, un cadre réglemente l'enquête préliminaire. C'est l'enquête avant l'introduction de l'instance. Elle peut être faite d'office s'il y a eu dépôt de plainte, dénonciation, ou relevé d'infraction. Elle peut également être déclenchée par le parquet.

## Mise en œuvre
L'enquête préliminaire peut être mise en œuvre à l'égard de toutes les infractions, à l'initiative des forces de police ou sur instruction du procureur de la République ou à la suite d'un dépôt de plainte. Dans ce cas, une enquête préliminaire n'est ouverte que si le procureur l'estime nécessaire pour déterminer la vérité ou les torts. Si l'initiative vient de la police ou de la gendarmerie, l'officier de police judiciaire dirigeant l'enquête doit informer le procureur de la République dès que des indices apparaissent à l'encontre d'une personne. Cette obligation est faite également pour toute enquête ouverte depuis plus de 6 mois, afin que le magistrat puisse apprécier des suites à donner à cette enquête.

## Domaine d’utilisation
L'enquête préliminaire est possible pour toutes les infractions, quelle que soit leur nature. Elle est même possible pour une infraction flagrante. Il s'agit d'une enquête par défaut.

## Pouvoirs
Les pouvoirs de l'enquête préliminaire sont définis aux articles 75 à 78 et suivants du code de procédure pénale (CPP).

### Le recours aux personnes qualifiées
Effectué par voie de réquisition judiciaire, le recours à personne qualifiée est subordonné aux dispositions de l'article 77-1 du code de procédure pénale en enquête préliminaire. La réquisition est établie par le procureur de la République ou par un officier de police judiciaire avec accord de ce magistrat.
L'autorisation du procureur de la République n'est toutefois pas obligatoire dans le cadre d'une réquisition à médecin établie par un officier de police judiciaire pour la visite médicale d'une personne gardée à vue car ici, l'article 63-3 du code de procédure pénale sera visé.

### Les perquisitions et saisies
En enquête préliminaire, les officiers et les agents de police judiciaire peuvent perquisitionner à la condition d'avoir obtenu l'assentiment manuscrit de l'intéressé dit « assentiment exprès » donné en connaissance de cause.
Il est, cependant, possible de passer outre au consentement de l’intéressé pour la recherche et la constatation des infractions punies d’une peine d'au moins trois ans d’emprisonnement, à condition que cette perquisition soit indispensable à l’enquête et qu’elle soit autorisée par le juge des libertés et de la détention (JLD) sur requête du procureur. Cette décision du juge des libertés est écrite et motivée. À peine de nullité, elle précise la qualification de l'infraction dont la preuve est recherchée ainsi que l'adresse des lieux dans lesquels les opérations peuvent être effectuées ; elle est motivée par référence aux éléments de fait et de droit justifiant la nécessité des opérations.
Les perquisitions doivent être menées en la présence constante de la personne au domicile de laquelle elle a lieu ou, à défaut, en présence de son représentant ou, à défaut encore, de deux témoins choisis par l'OPJ en dehors de ses assistants. Elles s’opèrent entre 6 heures et 21 heures. Toute perquisition débutée avant 21 heures se poursuit jusqu'à la fin des investigations (c’est-à-dire même après cet horaire). Les objets ou documents saisis sont remis au procureur de la République pour servir de preuve au procès. Les perquisitions font l'objet d'un procès-verbal signé par l'enquêteur et la ou les personnes qui ont assisté.

### Les auditions
Les personnes convoquées par un officier de police judiciaire pour les nécessités de l'enquête sont tenues de comparaître. Si elles ne satisfont pas à cette obligation, avis en est donné au procureur de la République qui peut les y contraindre par la force publique.
Les personnes à l'encontre desquelles il n'existe aucune raison plausible de soupçonner qu'elles ont commis ou tenté de commettre une infraction ne peuvent être retenues que le temps strictement nécessaire à leur audition (article 78 du code de procédure pénale).

### La garde à vue
La garde à vue est une mesure privative de liberté en vertu de laquelle sont retenus, dans des locaux de police ou de gendarmerie et pour une courte durée, des suspects devant rester à la disposition des autorités de police pour les nécessités de l’enquête.
Ainsi, les O.P.J. peuvent, sous le contrôle d’un magistrat et pour les nécessités de l’enquête, garder à leur disposition pendant 24 heures les personnes à l’encontre desquelles il existe une ou plusieurs raisons plausibles de soupçonner qu’elles ont commis ou tenté de commettre une infraction (art. 77 C. Proc. Pén). Ce délai de 24 heures peut être prolongé d’autant par autorisation du magistrat compétent (procureur de la République). Une dernière prolongation de 48 heures peut être autorisée par écrit par le Juge des libertés et de la détention, notamment en matière de criminalité organisée, terrorisme, etc.

## Critiques
Des critiques ont également été émises à propos du trop fréquent usage de l'enquête préliminaire par le parquet. En effet, l'enquête préliminaire reste sous la responsabilité du procureur de la République soumis au ministre de la Justice (Chancellerie), alors que l'information judiciaire est conduite par un juge d'instruction, statutairement indépendant.